# Kardinál

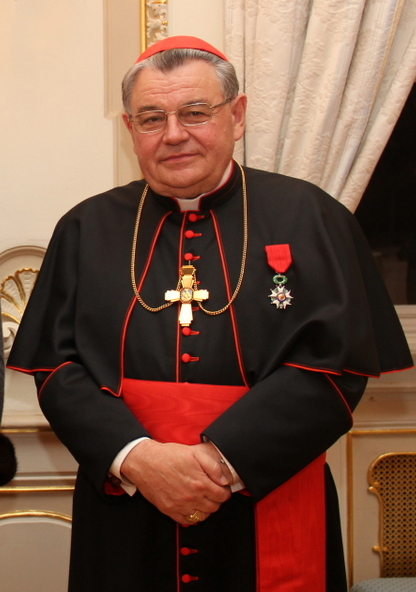
Kardinál Dominik Duka v kardinálské klerice s řádem čestné legie

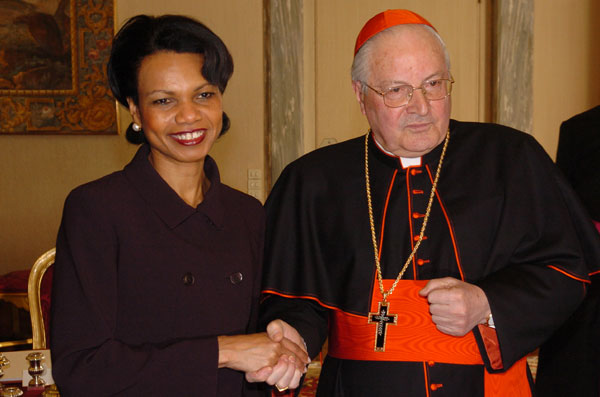
Angelo kardinál Sodano s Condoleezzou Riceovou ve Vatikánu (8. února 2005)

Pojem kardinál (cardo – stěžej, na níž se otáčejí dveře, narážka na volební právo kardinálů) původně znamenal hlavního faráře v Římě, pak se tak označovali kněží 25 římských titulů a dnes označuje příslušníka sboru (kolegia) kardinálů (lat. sacrum collegium) – nejvyšších hodnostářů katolické církve jmenovaných (kreovaných) papežem.

## Úkoly kardinálů
Kardinálové se podílejí na řízení katolické církve, tvoří poradní sbor papeže a pokud jsou mladší 80 let (limit stanovil papež Pavel VI.), jsou povinni se účastnit konkláve, které papeže volí. Hlava katolické církve je kardinály volena od roku 1059 (přičemž do roku 1179 se volby účastnili i další biskupové). Podle rozhodnutí Jana XXIII. z roku 1962 kardinál, který dosud nebyl biskupem, obdrží po svém jmenování biskupské svěcení. Existují ale případy, kdy nově jmenování kardinálové požádali o dispens od této povinnosti a bylo jim vyhověno. Příkladem může být nyní již zemřelý kardinál Špidlík. Před konzistoří 30. září 2023 jsou bez biskupského svěcení následující kardinálové (všichni starší 80 let):
- Raniero Cantalamessa, O.F.M.Cap. – kazatel Papežského domu
- Gianfranco Ghirlanda, S.J. – emeritní rektor Papežské univerzity Gregoriana
- Ernest Simoni – albánský kněz, vězeň komunistického režimu

## Znaky kardinálské hodnosti
Znakem kardinála je jasně červená barva – nosí červeně lemovanou kleriku, červené cingulum a solideo. Slavnostní oděv je celý jasně červený, krom bílé rochety a rovněž bílé mitry. Součástí jeho znaku je červený kardinálský klobouk s 2×15 střapci. Kardinálovi přísluší oslovení Vaše Eminence (od roku 1630). Při svém jmenování dostane kardinálský biret, jmenovací dekret a kardinálský prsten.
Diplomatický protokol přisuzuje kardinálovi pocty náležející zástupci vladaře a následníkovi trůnu.

## Hierarchie kardinálů

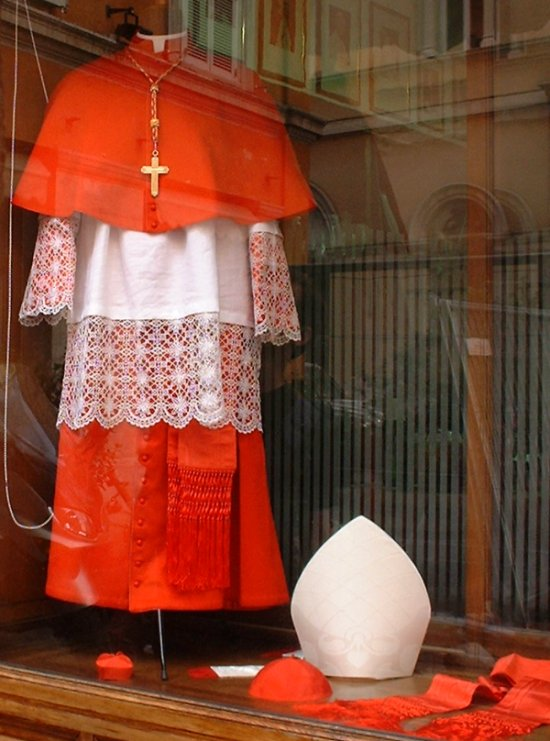
Chórový oděv kardinála a mitra simplex

- Kardinál-jáhen – kardinál mající titul jedné ze 14 římských chudinských kurií. Nejstarší z nich je kardinál-protojáhen. Od roku 2024 je jím kardinál Dominique Mamberti. Jeho úkolem je po skončení konkláve oznámit shromážděnému lidu z lodžie Baziliky sv. Petra jméno nově zvoleného papeže. Také je mu vyhrazeno právo vložit na ramena nově zvolenému papeži při inaugurační mši pallium. A v zastoupení papeže předávat pallium nově jmenovaným arcibiskupům – metropolitům.
- Kardinál-kněz – kardinál s titulem vztahujícím se k některé z římských bazilik. Nejstarší z nich je kardinál-protopresbyter (první kněz). Je jím od roku 2016 kardinál Michael Michai Kitbunchu. Jeho úkolem je přednést modlitbu za papeže poté, co kardinál-protojáhen mu vložil pallium na ramena.
- Kardinál-biskup – původně 6 kardinálů s titulem podle diecéze v okolí Říma. Pavel VI. tento titul přiřkl též kardinálům z řad východních patriarchů (viz níže). Papež František udělil tuto hodnost více kardinálům, přičemž jim přiřkl kardinálský titul povýšený na biskupský pro hac vice. Děkan a viceděkan posvátného kolegia kardinálů jsou voleni právě z nich. Děkan stojí v jeho čele, ale ani on, ani viceděkan nemají žádnou řídící pravomoc nad ostatními, jsou první mezi rovnými (Primus inter pares). Současným děkanem sboru kardinálů je Giovanni Battista Re. Jemu je svěřeno vedení kardinálského kolegia při konzistořích, ale také předsedá pohřbu papeže, vede konkláve, a také předává nově zvolenému papeži při inaugurační mši, po modlitbě kardinála protopresbytera, tzv. rybářský prsten. Nejstaršímu kardinálu-biskupovi přísluší titul kardinál-protoepiscopus (první biskup).
  - Kardinál-patriarcha – z hlediska kardinálské hodnosti jde o titul rovný kardinálu-biskupovi. Náleží kardinálům z řad patriarchů východních katolických církví a jejich titulárním územím je jejich patriarchát.

Výkonným orgánem kolegia kardinálů mezi zasedáními generální kongregace kolegia v době papežské sedisvakance je čtyřčlenná mimořádná kongregace kardinálského kolegia. Jejími členy jsou kardinál-komorník svaté římské církve a tři kardinálové-asistenti losovaní generální kongregací z kardinálů oprávněných volit papeže vždy na období tří dnů.

## Zvláštní typy a členění kardinálů
- Kardinál kuriální je kardinál se sídelní povinností v Římě, zpravidla vede některé z vatikánských ministerstev. Je členem kurie (dikastérií). Kardinál extrakuriální sídelní povinnost v Římě nemá.

- Kardinál in pectore je ten, komu papež udělil hodnost kardinála tajně (lat. in pectore – v srdci) a zveřejnění tohoto aktu si nechal na vhodnější dobu. Je často používáno u osob ze zemí, kde je církev pronásledována, aby se tak předešlo politickým střetům a perzekucím proti církvi nebo těmto osobám.

- Papabile je neoficiální označení pro kardinála, který má velkou šanci být při konkláve zvolen papežem.

- Kardinál laik byl kardinál, který nepřijal vyšší kněžské svěcení, tzn. nikdy nebyl vysvěcen na jáhna, kněze nebo biskupa. Dosud poslední laik jmenovaný kardinálem byl kreován v roce 1858.

## Vývoj počtu kardinálů

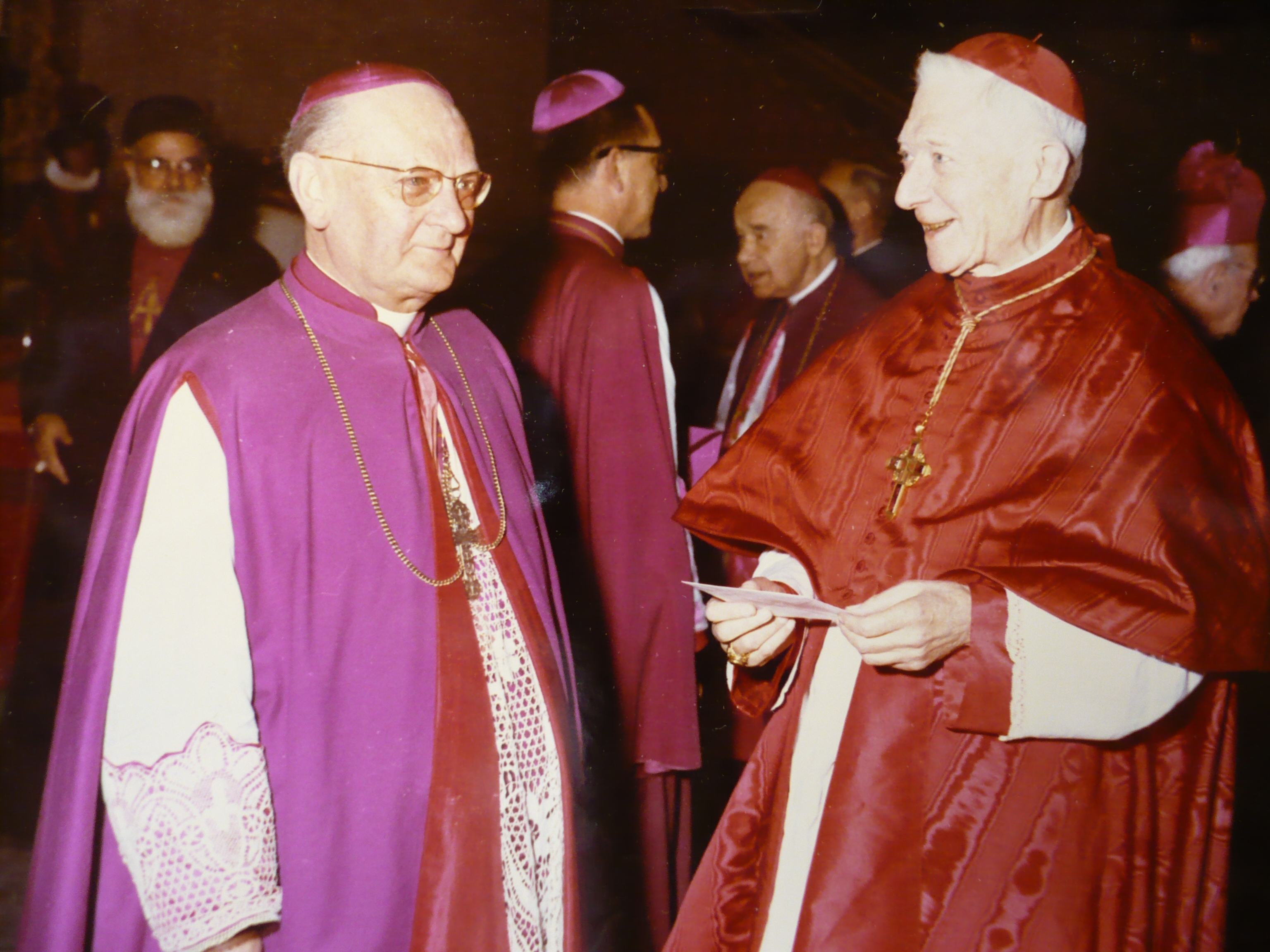
Arcibiskup Dubois (vlevo) a kardinál (v plném chórovém oděvu) Liénart během druhého vatikánského koncilu

Podrobnější informace naleznete v kategorii Seznamy kardinálů
Sbor kardinálů od svého vzniku roste. Od 12. století, kdy začali být kardinály jmenováni i duchovní sídlící mimo Řím, do zhruba 15. století se jejich počet pohyboval okolo 30. Papež Sixtus V. stanovil v roce 1586, že kardinálů nemá být více než 70, Jan XXIII. tuto hranici zrušil (r. 1958) a Pavel VI. posléze stanovil novou – 120 kardinálů. Jan Pavel II. však novou hranici zrušil rovněž (v roce 2003 vzrostl počet kardinálů na 193) a v současné době není stanovena žádná. V okamžiku smrti Jana Pavla II. bylo 183 žijících kardinálů.
K 18. prosinci 2009 mělo kolegium kardinálů 185 členů, z toho 112 mladších 80 let a tudíž s právem volit papeže. K září 2022 je jich 226, z toho 132 s volebním právem. Při reformách papeže Františka došlo i k proměně spektra kardinálů, z Evropy 106 (z toho 54 volitelů), ale již to není většina; Severní a Jižní Ameriku reprezentuje 60 kardinálů (38 volitelů), Asii 30 (20 volitelů), Afriku 27 (17 volitelů) a 5 Oceánii a Pacifik (z toho 3 volitelé).

### Kardinálové z České republiky
V prosinci 2009 byli kardinály dva Češi, jeden mladší 80 let (kardinál Vlk, kardinál-kněz) a jeden starší 80 let (kardinál Špidlík, kardinál-jáhen).
K roku 2023 má Česká republika v kardinálském sboru jednoho zástupce, emeritního pražského arcibiskupa Dominika Duku (kardinál-kněz, kreován 18. února 2012 Benediktem XVI.). Ten 26. dubna 2023 dovršil 80 let, takže již nepatří mezi volitele.
Další 2 kardinálové se narodili na území dnešní České republiky: Jedním je vídeňský arcibiskup Christoph Schönborn narozený na zámku Skalka u Vlastislavi nedaleko Lovosic. Narodil se na sklonku 2. světové války a po jejím skončení byl spolu s rodiči jako Němec odsunut. Do hodnosti kardinála-kněze jej jmenoval Jan Pavel II. v roce 1998. Druhým je Michael Czerny, prefekt Dikasteria pro službu integrálnímu lidskému rozvoji. Narodil se v Brně roku 1946, ovšem o 2 roky později po komunistickém převratu odešel s rodiči do Kanady. Při konzistoři 5. října 2019 se stal kardinálem-jáhnem.